# Gorg (métro de Barcelone)
Gorg est une station des lignes 2 et 10 du métro de Barcelone, constituant le terminus nord de cette dernière ligne.

## Histoire
La station ouvre au public en 1985, comme extension provisoire de la ligne IV. Elle est raccrochée, comme prévu initialement, à la ligne 2 en 2002. À partir de 2010, elle constitue le terminus de la trame nord de la ligne 10.